# 古諺文
古諺文指現在已不使用的一些諺文字母，也可以指使用該種文字書寫的古文。韓語稱爲「옛 한글」、「옛글」或「아래아한글」，中文中一般也叫着古韓文，老韓文，舊朝鮮文等。口語中一般簡稱爲「아래아」，而「아래아」本來是指古諺文的其中一個字母。本條目主要敘述古諺文在現代的使用。

Unicode中的諺文字符

## 古諺文概要
如前文所定義，古諺文也稱作「아래아한글」。在古韓文中叫作「아래아」的字母，是中處於下部的點狀的中聲字母「ㆍ」。該字母發音介於「ㅏ[a]」「ㅡ[ɯ]」之間，在中古朝鮮語仍然存在，但在現代韓語裏已經不復存在。由於「ㆍ」在現代韓語中大部分變爲了「ㅏ[a]」，所以該點狀字母常常被稱爲「下a」，也就是「아래아」。而和「아래아」同樣的古字母，不管是否有發音區別，直到二十世紀初葉這些字母仍然在被使用着。

## 現代的古諺文
由於古諺文給人一種古典感，所以偶爾會在商標中使用。其中最具有代表性的是Hancom公司所開發的名爲아래아한글的文字處理軟件。該軟件的商標設計是韓文。此外，在其他的商標設計中也常有使用아래아的情況，但是除該字母以外的古諺文則罕爲使用。
古諺文對於一般人來說並非必要，但是對於古文研究者則是十分重要的。但由於電腦中古諺文輸入法以及其配套字體存在問題，因而其使用比較困難。

## 古諺文在電腦中的顯示

### 文字編碼體系

#### 初中終編碼
初聲-中聲-終聲文字符號化方式（첫소리-가운뎃소리-끝소리 글자부호화 방식、Syllable-Initial-Peak-Final Encoding Approach）諺文符號系，略稱爲初中終編碼，是一種在Unicode的諺文字母區段中（U+1100～U+11FF （页面存档备份，存于），U+A960～U+A97C （页面存档备份，存于），U+D7B0～U+D7FB （页面存档备份，存于））以初聲-中聲（-終聲）（-傍點）的順序的排列方法。
使用初中終編碼所表示的《訓民正音》諺解本最開頭一句如下。
通常，使用初中終編碼時會有以下一些問題。
1. 無法輸出構型美觀的諺文。無法輸出如打字機一般的字型。
2. 漢陽PUA中一部分古諺文字母無法單獨使用初中終編碼輸入，而必須要以初、中、終組合的形式才能輸入。

以上第一個問題能通過使用OpenType GSUB技術以及其對應字體解決。在微軟的環境下，有部分字體可以支持Uniscribe技術，如바탕 옛한글、굴림 옛한글、돋움 옛한글、궁서 옛한글 글꼴等都是廣爲人知的幾種字體，這些字體在Microsoft Word 2002以上版本中通常都有附帶，可以顯示出較爲美觀的古諺文字母組合。但是，這些字體只能與軟件包一起捆綁購買也是其缺點之一。Windows 8起附帶的Malgun Gothic、Adobe的思源黑體、Google的Noto Sans CJK也可以顯示古諺文字母組合。
開放原始碼的Linux、Android可以通過HarfBuzz和最新版的Pango执行GSUB技術以顯示出古諺文。此外蘋果的Apple Advanced Typography（AAT）的mort/morx table、SIL國際的Graphite的mort/morx table都可以用來編寫構型美觀的古諺文字體。
而對於第二個問題，使用了GSUB的合字功能的字體，可以通過使用初中終編碼組合而變化爲漢陽PUA編碼中對應的字型字形。此外在Unicode中5.2也包含了漢陽PUA編碼所含的所有字母，因而沒有必要再只使用漢陽PUA編碼。但是，也有可能發現一些新的構字成分，而這些成分在Unicode5.2的區段中並未包含。因而若要使用初聲（L）、中聲（V）、終聲（T）逐個構字的方法來輸出古諺文的話，則必須使用GSUB技術和相應的TrueType字體。

#### 漢陽私用區編碼
漢陽私用區編碼（Hanyang private use area code，漢陽PUA編碼）是使用Unicode中指定的私用區儲存古諺文以及口訣的一種編碼。直到Windows XP，韓文版的Windows的系統字體都是對應這種編碼來製作的。
該編碼在Microsoft Word 2000及「아래아한글」中有官方支持，此外在政府機關以及諺文相關的古籍整理中也被廣泛使用。然而，漢陽私人使用區中已經組合好的諺文音節僅有五千餘個。而在Word的最新版本中已經不再支持漢陽PUA編碼中的古諺文，爲了克服這一點，「아래아한글2000」在支持初中終編碼標準的同時，考慮到對既有的「아래아한글」文本的支持和兼容性，依然支持漢陽PUA編碼。
使用漢陽PUA編碼所表示的《訓民正音》諺解本最開頭一句如下。
漢陽PUA編碼中的諺文如下排列。
- U+E0BC～U+EFFF，U+F100～U+F66E：古諺文組合完成型文字
- U+F784～U+F800：古諺文初聲（組合型）
- U+F806～U+F864：古諺文中聲（組合型）
- U+F86A～U+F8F7：古諺文終聲（組合型）

此外的文字如下排列。
- U+E000～U+E0BB：空白文字
- U+F000～U+F0FF：特殊的象形符號（支持字體：Wingdings 1, 2, 3）
- U+F67E～U+F77C：口訣

漢陽PUA編碼領域的諺文音節包含了現代諺文以外的已經組合完成的古諺文音節。在這些組合完成以外的音節，可以使用U+F784～U+F8F7區域內的文字進行組合。
在此之外使用單個字符（ㄱ、ㅗ等）輸入時，儘可能利用了諺文兼容字母區域（U+3130～U+318F）中的字母，在該區域不存在的字母則使用則使用了初中終編碼（U+1100～U+11FF）的字母。此外，爲了使用諺文字母區段的文字進行組合，按照Unicode協會的方針，字體的中聲和終聲需要按照文字的空間構造以零寬度的方式來製作（即根據終聲有無來確定音節的比例）。而支持漢陽PUA的一部分字體無視了這個原理，直接按照中聲和終聲一般所佔比例來製作。
漢陽PUA編碼存在一些不存在於舊版Unicode編碼中的字母。例如，漢陽PUA中的ㆍ+ㅏ在Unicode標準並不存在。在Unicode5.2追加一些新的古諺文字母之後，此類字母即可使用。但漢陽PUA中非標準編碼的組合完成型音節有五千多個，不支持漢陽PUA的字體一般無法正常顯示。韓國微軟支持的最新Office中的字體只支持初中終編碼而不支持漢陽PUA編碼。
由於漢陽PUA中組合完成型音節被使用得相當廣泛，量產出了很多不使用標準編碼的文本。爲解決此問題，像韓國TeX使用者論壇這樣的地方已經提出了將漢陽PUA編碼中組合完成型文字轉換爲對應的初中終編碼的方案，如此即可解決大部分問題。